# Liste der Baudenkmäler in Efferen
Die Liste der Baudenkmäler in Efferen enthält die denkmalgeschützten Bauwerke auf dem Gebiet von Hürth-Efferen in Nordrhein-Westfalen (Stand: März 2018). Diese Baudenkmäler sind in der Denkmalliste der Stadt Hürth eingetragen; Grundlage für die Aufnahme ist das Denkmalschutzgesetz Nordrhein-Westfalen (DSchG NRW).

## Baudenkmäler
Die Liste der Baudenkmäler enthält Sakralbauten, Wohn- und Fachwerkhäuser, historische Gutshöfe und Adelsbauten, Industrieanlagen, Wegekreuze und andere Kleindenkmäler sowie Grabmale und Grabstätten, die eine besondere Bedeutung für die Geschichte Hürths haben.
Hinweis: Die Reihenfolge der Denkmäler in dieser Liste entspricht der offiziellen Liste und ist nach laufender Nummer, Name (Bezeichnung), Stadtteil und Adresse (Straße) sortierbar.
| Bild                                     | Bezeichnung                                     | Lage                              | Beschreibung | Bauzeit                            | Eingetragen seit | Denkmal- nummer |
| ---------------------------------------- | ----------------------------------------------- | --------------------------------- | --- | ---------------------------------- | ---------------- | --------------- |
| weitere Bilder                           | Burg Efferen                                    | Ritterstraße 8 Karte              | Ehemals Wasserburg, gotischer Torturm ist das älteste Gebäude der Stadt. Welsche Haube stammt aus der Zeit des Neubaus des Barocken Herrenhauses (mit Jahreszahlankern), kurzer Seitenflügel zum Turm | Ende 14. Jh. Turm, Herrenhaus 1769 |                  | 5               |
| Bunker an der Burg Efferen               | Bunker an der Burg Efferen                      | Ritterstraße 8                    | Der Bunker ist einer der wenigen erhaltenen Bunker, die das Überleben bei den großen Zerstörungen Efferens während des Zweiten Weltkrieges ermöglichten |                                    |                  | 5 (Teil von)    |
| weitere Bilder                           | Kath. Pfarrkirche St. Mariä Geburt              | Bachstraße 67 Karte               | Kölner Architekten Wolfram Borgard und Fritz Volmer. Erweiterung durch Karl Band. Separater Turm mit kleiner Kapelle mit Kreuz im von einer Seite offenen Untergeschoss. In Anbauten Pfarreinrichtungen. 4er Chorgestühl 14. Jh. aus St. Maria im Kapitol, 2 der 5 sind mittelalterliche Glocken | 1956, 1971/72                      |                  | 25              |
| Wegekreuz                                | Wegekreuz                                       | Berrenrather Straße / Esserstraße | |                                    |                  | 36              |
| Wegekreuz                                | Wegekreuz                                       | Bachstraße / Ritterstraße         | Doppelkreuz (das heißt von beiden Seiten ansehbar gestaltet), ursprünglich an der Luxemburger Straße, Einmündung der Hauptstraße (jetzt Kaulardstraße) dann auf dem Platz Renneberg aufgestellt | Etwa Mitte des 18. Jahrhunderts    |                  | 43              |
| Wegekreuz                                | Wegekreuz                                       | Beselerstraße / Kochstraße        | |                                    |                  | 56              |
| weitere Bilder                           | Hochkreuz und Grabsteine auf dem Alten Friedhof | Kolpingstraße                     | |                                    |                  | 68              |
| Villa Brückmann mit Bildstock            | Villa Brückmann mit Bildstock                   | Bachstraße 67                     | Der Bildstock wurde bei der Verbreiterung der Bachstraße zurückgesetzt, die Pieta wurde 2016 durch eine neugotische Pieta ersetzt, die wohl aus der ehemaligen Klosterkapelle stammt. Bildstock wurde restauriert. |                                    |                  | 78              |
| weitere Bilder                           | Alte Schule (Ahl Schul)                         | Bachstraße 97 Karte               | Heutiges Volkshochschulgebäude, in mehreren Bauabschnitten erweitert. Anfangs drei Klassen, 1932 zwölf Klassen, Anbau war einmal Wannen-Badeanstalt (1929). Am 31. Oktober 1944 kommen im Luftschutzkeller der Schule 48 Soldaten durch einen Bombenvolltreffer um. | 1875/76, Erweiterung 1884/85, 1911 |                  | 94              |
| Grabmal Halfen, XII/6 (Friedhof Efferen) | Grabmal Halfen, XII/6 (Friedhof Efferen)        | Bellerstraße                      | |                                    |                  | 145             |
| Hochkreuz Friedhof Efferen               | Hochkreuz Friedhof Efferen                      | Bellerstraße                      | |                                    |                  | 146             |
|                                          | Grabmal Mader (Friedhof Efferen)                | Bellerstraße                      | Familiengrab Mader mit der denkmalwürdigen Basalt-Stele des Berrenrather Bildhauers Fritz Klein für die erste Ehefrau Annemarie des Diakon und späteren Pastors Paul Mader (1946 bis 1982 im evangelischen Gemeindebezirk Hermülheim/Efferen tätig). Stele wurde vom alten Friedhof Hermülheim nach Efferen disloziert zum Grab von Paul († 2006) und Ehefrau Renate Mader († 2013). Die Inschrift bildet mit den Freistellen ein Kreuz und ist mit ihrer „Verkündung“ typisch für ein „Protestantisches Grab“. |                                    |                  | 169             |

## Belege
1. 1 2  Denkmalliste auf der Website der Stadt Hürth (PDF)
2. ↑  2000 Jahre Efferen, S. 25 ff., 81